# Kollagen-Typ 6α5
Kollagen-Typ 6α5 ist ein perlenschnurartiges Kollagen, das vom Gen COL6A5 codiert wird. Es bildet mit Kollagen-Typ 6α1 und Kollagen-Typ 6α2 Heterotrimere, die wiederum Kollagenfibrillen vom Typ 6 formen.

## Klinische Bedeutung
Die Kollagen Alpha-5(VI)-Kette produziert kollagene Komponenten für die extrazelluläre Matrix des Bindegewebes. Kollagen Typ VI, alpha 5 beinhaltet Von-Willebrand-Faktor-Typ-A-ähnliche Domänen. Es besitzt eine hohe Transkriptionsrate in der Haut, der Lunge und im Verdauungstrakt. Ein Mangel an COL6A5-Expression führt zum atopischen Ekzem.
Das COL6A5-Gen ist mit dem familiären neuropathischen chronischen Pruritus assoziiert und könnte als potentielles therapeutisches Target dienen.